# Старе Крещено
Старе Кре́щено (рос. Старое Крещено, марій. Тошто Крешын) — присілок у складі Оршанського району Марій Ел, Росія. Входить до складу Великопольського сільського поселення.

## Населення
Населення — 433 особи (2010; 430 у 2002).
Національний склад (станом на 2002 рік):
- марійці — 91 %